# دیویس الکینس
دیویس الکینس (به انگلیسی: Davis Elkins) سناتور سابق عضو حزب جمهوری‌خواه ایالات متحده آمریکا بود. وی در سال ۱۹۱۱ و ۱۹۱۹ تا ۱۹۲۵ میلادی سناتور ایالت ویرجینیای غربی در سنای ایالات متحده آمریکا بود.